# Mótusz Géza
Alsó-rasztokai Mótusz Géza (Pozsony, 1858. április 3. – Bécs, 1920. augusztus 27.) tartalékos honvéd százados és főudvarmesteri segéd.

## Életpályája
Mótusz Alajos magyar királyi címzetes miniszteri tanácsos és Marschner Aloizia fia. Tanulmányait a reáliskolában végezte, majd az érettségi vizsga letétele után 1876-ban a bécsi császári és királyi katonai műszaki akadémiába lépett. Ennek elvégeztével 1879-ben mint hadnagy a 2. hadmérnöki ezredhez sorozták be, ahol 1883-ban főhadnagy, 1891-ben százados és 1896-ban a felsőbb hadmérnöki tanfolyamot elvégezve, százados törzstisztjelölt lett. 1894. április 1-jén a honvédséghez lépett át és a pozsonyi 13. honvéd gyalog-ezredhez osztották be. Ugyanazon év október 1-től a mennyiségtan és mértan tanára lett a Ludovika Akadémiában, ahol 1898 szeptemberéig működött, amikor a tartalékba átlépett és főudvarmesteri segéddé nevezték ki. 1918-ban a király sok évi kitűnő szolgálata elismeréséül a Ferenc József-rend középkeresztjét a hadiékitménnyel adományozta számára.
A Ludovika Akadémia Közlönyének szerkesztő tagja és dolgozótársa volt (1895. A modern állandó erődítés alapelvei. A röppálya rövid elmélete sat.).

## Forrás
- Szinnyei József: Magyar írók élete és munkái IX. (Mircse–Oszvaldt). Budapest: Hornyánszky. 1903.